# Lesley-Anne Down

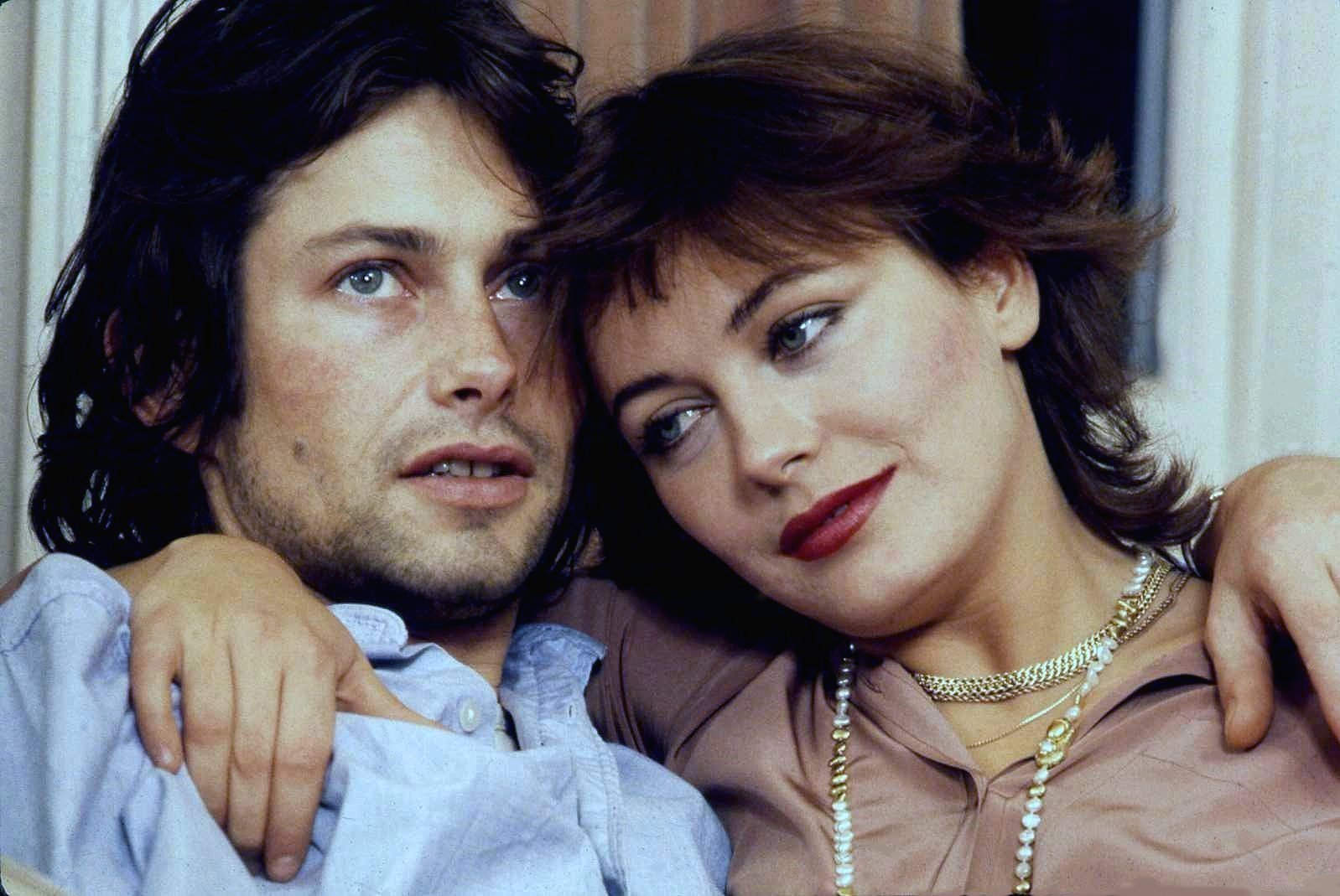
Lesley-Anne Down și Bruce Robinson (1979)

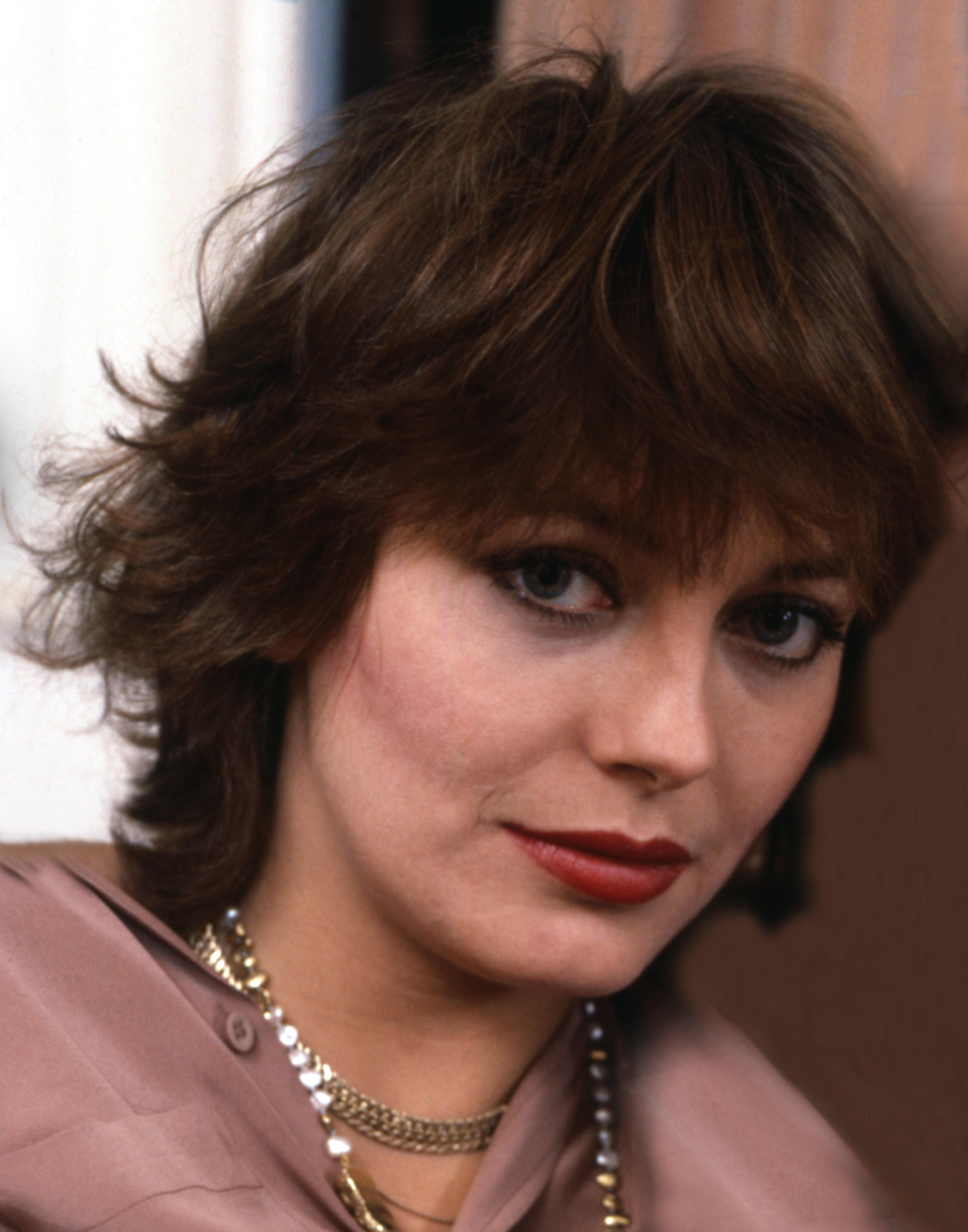
Lesley-Anne Down în 1979

Lesley-Anne Down (n. 17 martie 1954, Greater London, Anglia, Regatul Unit) este o actriță engleză, care a interpretat rolul Stephanie Rogers în filmul serial Dallas, distribuit de către CBS în perioada 1990, urmat de serialul Dragoste și putere.

## Filmografie selectivă

### Cinematografie
- 1969 All the Right Noises : Laura
- 1969 School for Unclaimed Girls : Diana
- 1970 Sin un adiós
- 1971 Assault, regia Sidney Hayers : Tessa Hurst
- 1971 Contesa Dracula (Countess Dracula), regia Peter Sasdy : Ilona Nodosheen, Elisabeth's Daughter
- 1973 Secătura (Scalawag), regia Kirk Douglas : Lucy-Ann
- 1975 Inspectorul Brannigan (Brannigan), regia Douglas Hickox
- 1976 Pantera Roz contraatacă (The Pink Panter Strikes Again), regia Blake Edwards
- 1977 Gigi (A Little Night Music), regia Harold Prince
- 1978 Betsy (The Betsy), regia Daniel Petrie
- 1978 1855 - La prima grande rapina al treno (The First Great Train Robbery), regia Michael Crichton
- 1979 Strada Hanovra (Hanover Street), regia Peter Hyams : Margaret Sellinger
- 1981 Sfinx (Sphinx), regia Franklin J. Schaffner : Erica Baron
- 1986 Nomazi (Nomads), regia John McTiernan : Dr. Eileen Flax, un medic de la urgență
- 2014 Dark House, regia Victor Salva
- 2015 Condamnat la iertare (Absolution - Le regole della vendetta), regia Keoni Waxman
- 2017 Gates of Darkness, regia Don E. FauntLeRoy
- 2024 Reagan - Un presidente sotto i riflettori (Reagan), regia Sean McNamara

### Televiziune
- 1971 Six Dates with Barker - serial TV, 1 episod
- 1975 L'ispettore Regan (The Sweeney) - serial TV, 1 episod
- 1982 Cocoșatul din Notre Dame (The Hunchback of Notre Dame), regia Michael Tuchner - film TV
- 1990 Dallas - serial TV, 11 episoade
- 2003-2012 The Bold and The Beautiful - serial TV, 834 episoade
- 2016 I Am Watching You, regia Maureen Bharoocha
- 2016 Un Crăciun de Cenușăreasă (A Cinderella Christmas), regia Tosca Musk